# Juan O'Gorman
Juan O'Gorman (6. července 1905 Coyoacán – 17. ledna 1982 Ciudad de México) byl mexický malíř a architekt. Představitel výtvarného muralismu a architektonického funkcionalismu.

## Život
Jeho otec byl Ir, matka Mexičanka. Otec byl malíř, takže ho brzy přivedl k zájmu o malování i architekturu. Jeho dědeček byl prvním britským konzulem v Mexiku. Juan vystudoval architekturu na Národní autonomní univerzitě, absolvoval roku 1927. Zpočátku tvořil ve funkcionalistickém stylu, silně ovlivněn Le Corbusierem. Jeho stavby z konce 20. let jsou označovány za první funkcionalistické domy v Latinské Americe. Prvním byl dům pro jeho otce Cecila O'Gormana v luxusní čtvrti Mexika San Ángel, který se zalíbil malíři Diego Riverovi, a tak O'Gormana požádal o návrh na dům pro sebe a svou ženu Fridu Kahlo. Ten je dnes nejznámější O'Gormanovou stavbou. V roce 1932 se Juan stal vedoucím odboru na ministerstvu školství, jeho tým proslul především stavbou třicítky škol ve funkcionalistickém stylu. Na konci 30. let se od architektury odvrátil a začal se intenzivně věnovat malířství, zčásti, dle Riverova vzoru, muralistickému. Oblíbil si mozaiky, známá je zejména ta z fasády knihovny Národní autonomní univerzity nazvaná Historia de Michoacán (1941–42), s motivy z mexických dějin. Jiná, ta z letiště v hlavním městě, byla krátce po vytvoření odstraněna, pro své antiklerikální motivy, v nichž se obráželo O'Gormanovo silně levicové zaměření. V 50. letech se k architektuře vrátil, ale změnil styl, začal propagovat organickou architekturu, kterou uplatnil především při stavbě vlastního domu, který byl ale v roce 1969 zbourán. V roce 1982 spáchal sebevraždu.

## Galerie

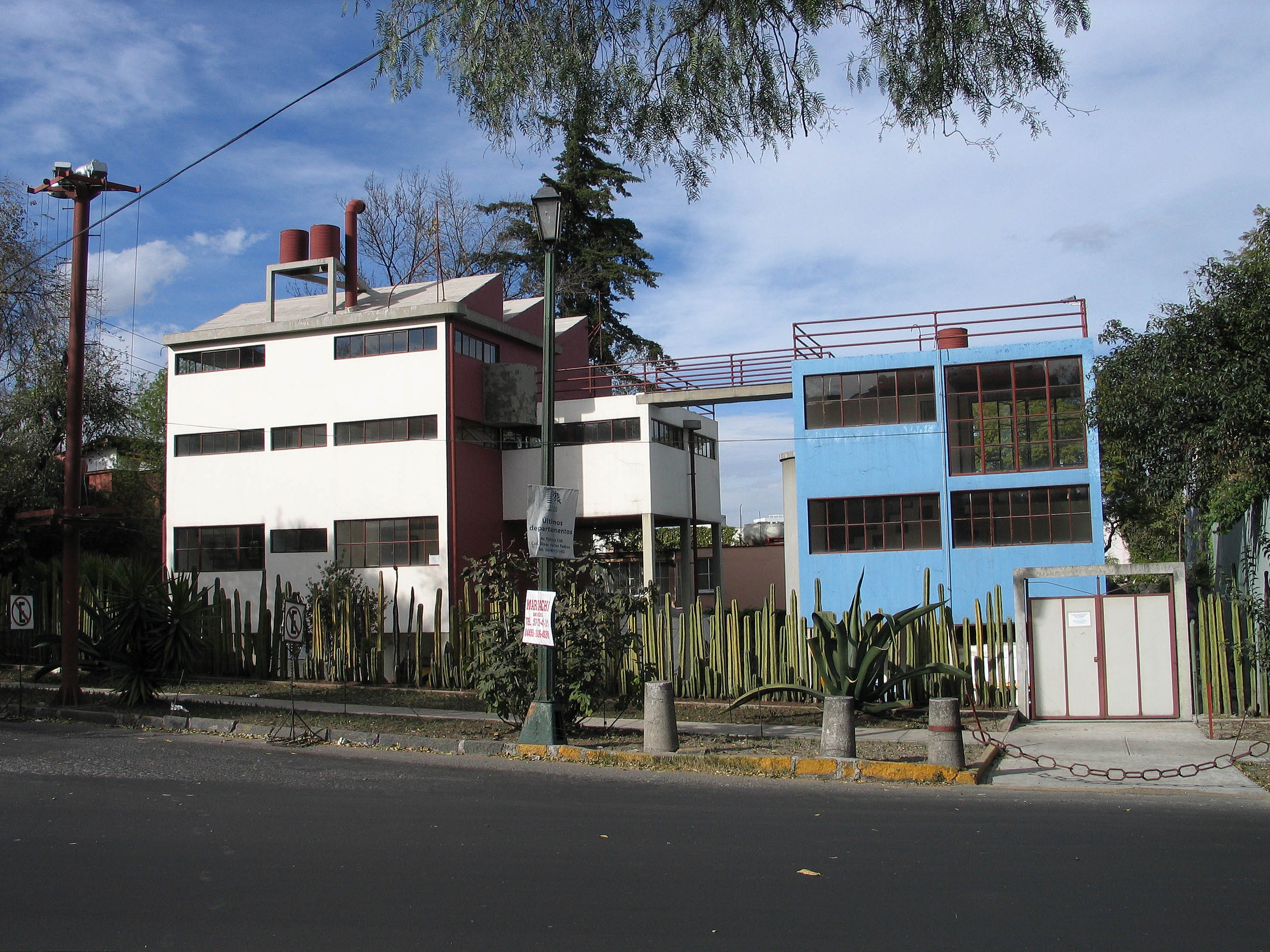
Dům pro Riveru a Kahlo
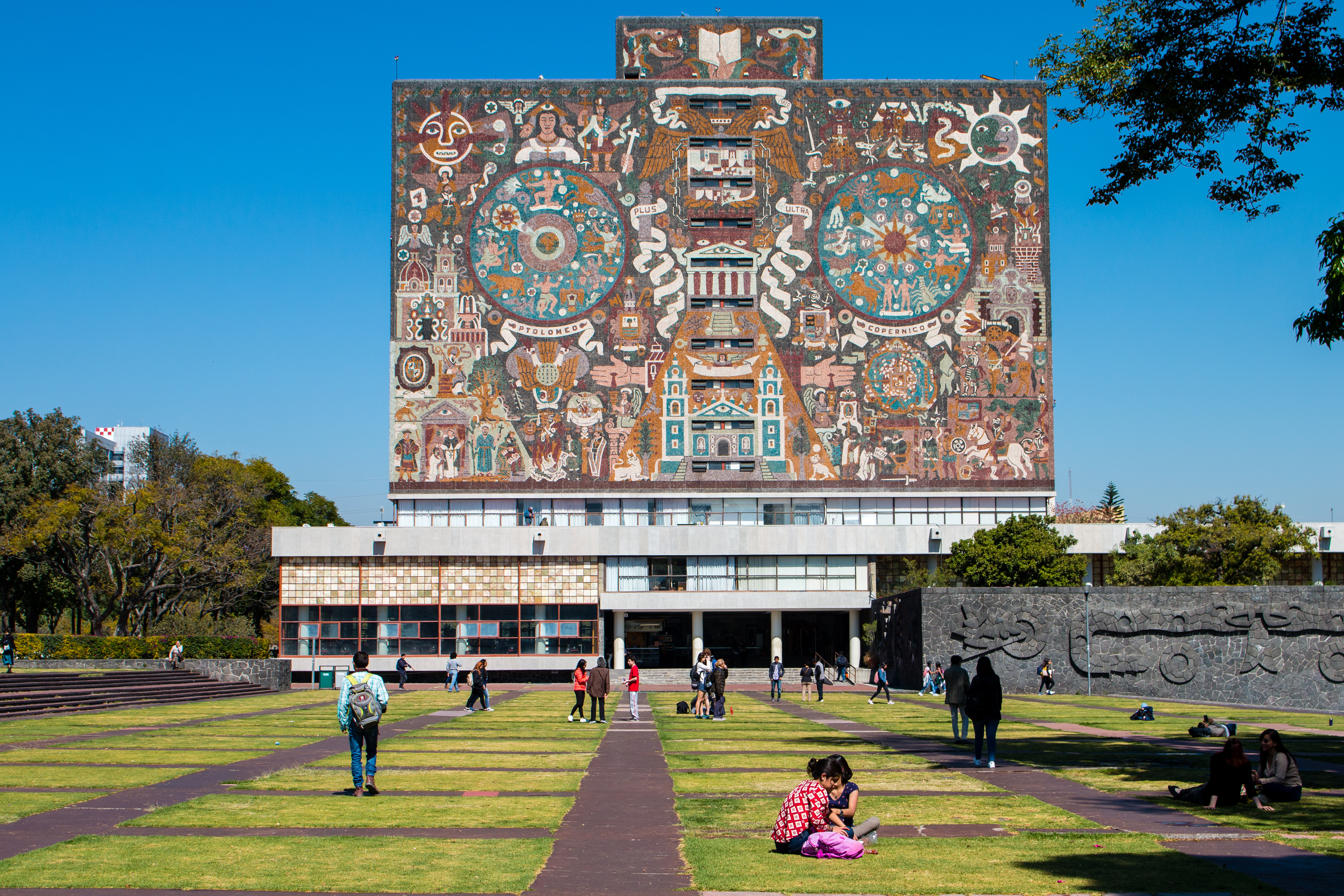
Mozaika na stěně Knihovny Národní autonomní univerzity
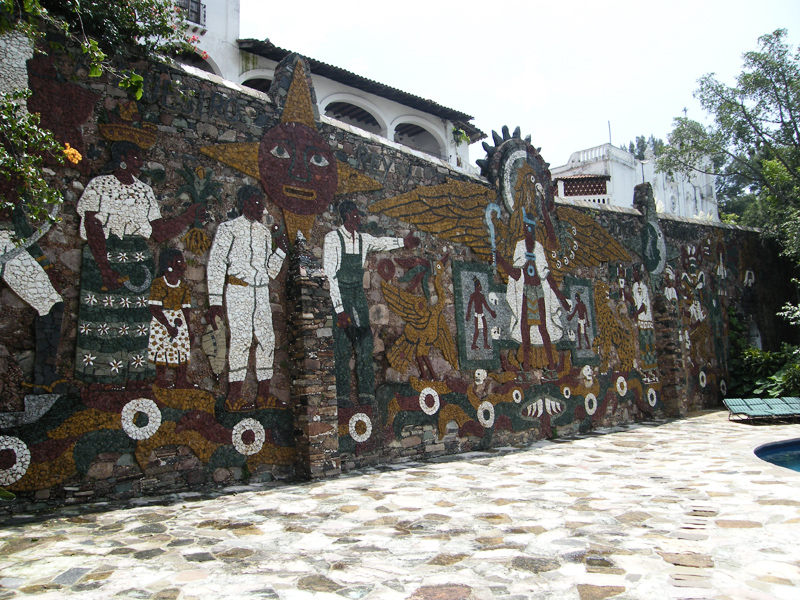
Nástěnná malba z 50. let v Taxco
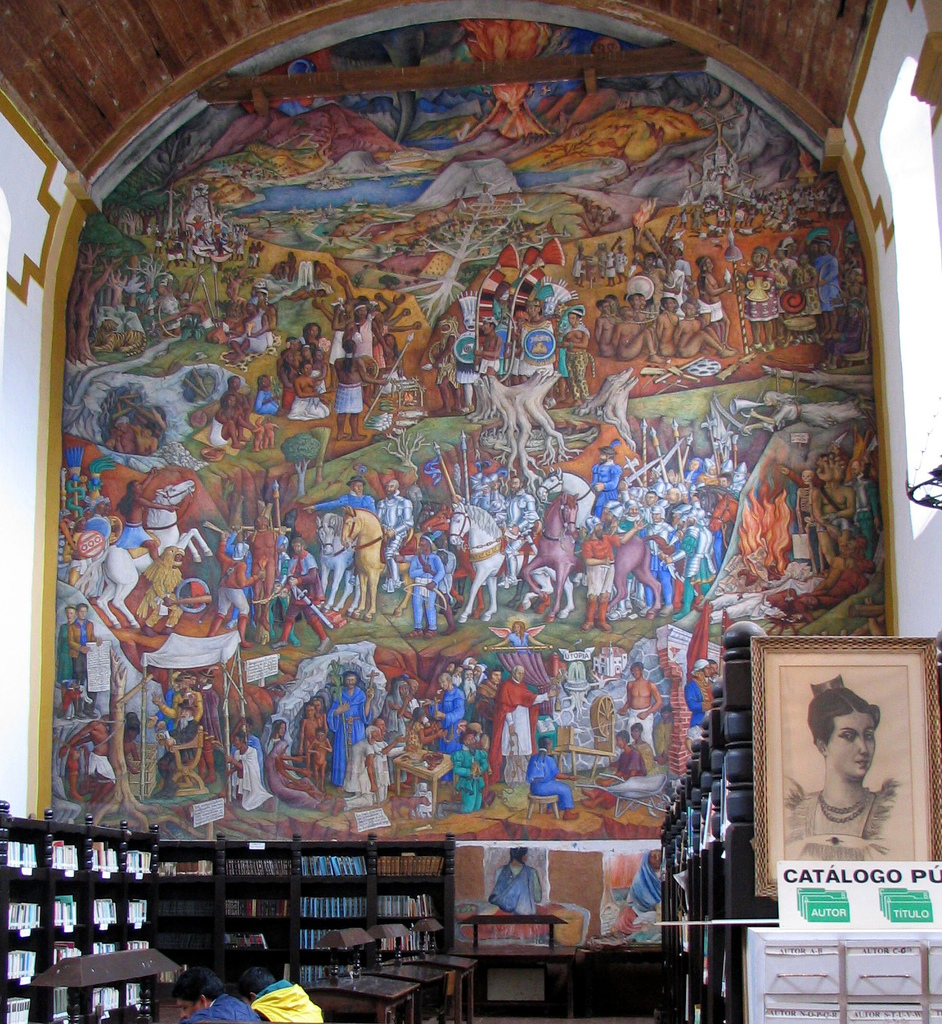
Nástěnná malba v Biblioteca Gertrudis Bocanegra v Pátzcuaro